# پیلیلا
پیلیلا (‎/pɪˈliːljə/‎)، به‌طور رسمی شهرداری پیلیلا (تاگالوگ: Bayan ng Pililla)، یک شهرداری درجه یک در استان ریزال، فیلیپین است. بر اساس سرشماری سال ۲۰۲۰، جمعیت آن ۷۱٬۵۳۵ نفر است. اطراف آن را مزارع، کوه‌های کوچک، دشت‌ها و درختان احاطه کرده‌اند. پیلیلا به شهرداری میدان سبز ریزال معروف است.
پیلیلا ۴۰ کیلومتر (۲۵ مایل) از آنتیپولو و ۵۷ کیلومتر (۳۵ مایل) از مانیل فاصله دارد.